# Ana Paula Rechuan
Ana Paula Rechuan é uma médica e política brasileira, filiada ao PSD. 

## Biografia
Candidatou-se a deputada estadual no Rio de Janeiro em 2014 pela primeira vez, para o mandato 2015–2019, obtendo 39 803 votos. Inicialmente, quarta suplente, assumiu a vaga com a nomeação de deputados eleitos para secretarias. Ana Paula Marques Rechuan é cardiologista. Casada com o ex-prefeito de Resende, José Rechuan Junior, que também é médico, Ana Paula tem dois filhos. Natural de Barra do Piraí, vive em Resende desde 1994. É funcionária concursada da prefeitura.
Em abril de 2015, em polêmica votação, foi uma das parlamentares a votar a favor da nomeação de Domingos Brazão para o Tribunal de Contas do Estado do Rio de Janeiro, nomeação esta muito criticada na época.
Após a exoneração de Carlos Roberto Osorio, quando este reassumiu a vaga de deputado estadual, Ana Paula voltou à suplência. Reassumiu em 2017, após Bernardo Rossi assumir a prefeitura de Petrópolis.
No dia 20 de fevereiro de 2017, foi uma dos 41 deputados estaduais a votar a favor da privatização da CEDAE.
Voltou à suplência no final de 2017. Não se reelegeu para a legislatura 2019-2023.